# Trenton, New Jersey
Trenton je glavni grad američke savezne države New Jersey i sjedište Okruga Mercer. Leži na rijeci Delaware. Peti je grad po broju stanovnika u saveznoj državi New Jersey.

## Povijest
Prvo naselje na području Trentona osnovano je 1679. godine od strane kršćanske zajednice kvekera, koji su progonjeni iz Engleske, a u Sjevernoj Americi su imali odličnu priliku za obnavljanje vjere.
William Trent, biznismen iz Philadelphie je 1714. godine kupio zemljište u blizini grada. Godine 1721. grad dobiva prvi naziv Trent-town, a kasnije dobiva današnji naziv.
Dana 26. prosinca 1776. godine, zbila se Bitka za Trenton u kojoj je George Washington pobijedio Britance.
Trenton postaje glavni grad države 1790. godine, a status grada dobiva 1792. godine

## Demografija
Trenton prema procjeni iz 2007. godine ima 82.804 stanovnika. Po službenom popisu stanovništva iz 2000. godine grad ima 85.403 stanovnika, 29.437 kućanstva i 18.692 obitelji.
Deset najvećih rasnih zajednica:
1. Afroamerikanci (52,1)
2. Portorikanci (10,5)
3. Talijani (7,3)
4. Irci (4,5)
5. Poljaci (3,8)
6. Gvatemalci (3,1)
7. Englezi (2,0)
8. Jamajčani (1,3)
9. Mađari (1,1)
10. Meksikanci (1,1)

### Kretanje broja stanovnika
| Godina | Stanovnika |
| ------ | ---------- |
| 1950.  | 128.009    |
| 1960.  | 114.167    |
| 1970.  | 104.638    |
| 1980.  | 92.124     |
| 1990.  | 88.675     |
| 2000.  | 85.403     |
| 2005.  | 84.639     |

## Poznate osobe
- Shawn Corey Carter, poznatiji kao Jay Z, američki reper
- Dennis Rodman, umirovljeni američki profesionalni košarkaš

## Vanjske poveznice
- Službena stranica grada

### Ostali projekti
|  | Zajednički poslužitelj ima još gradiva o temi Trenton, New Jersey |